# Nascar Grand National Series 1970
Nascar Grand National Series 1970 var den 22:a upplagan av den främsta divisionen av professionell stockcarracing i USA sanktionerad av National Association for Stock Car Auto Racing. Säsongen bestod av 48 race och inleddes 18 januari 1970 på Riverside International Raceway i Riverside i Kalifornien och avslutades 22 november 1970 på Langley Speedway i Hampton i Virginia. Bobby Isaac vann sin första och enda mästerskapstitel.

## Resultat
| Nr      | Datum        | Tävling                     | Bana                                                        | Pole              | Vinnare           | Konstruktör | Start | Rapport |
| ------- | ------------ | --------------------------- | ----------------------------------------------------------- | ----------------- | ----------------- | ----------- | ----- | ------- |
| 1       | 18 januari   | Motor Trend 500             | Riverside International Raceway, Moreno Valley, Kalifornien | Dan Gurney        | A.J. Foyt         | Ford        | 3     | Rapport |
| 2       | 20 februari  | 125 Mile Qualifying Races 1 | Daytona International Speedway, Daytona Beach, Florida      | Cale Yarborough   | Cale Yarborough   | Mercury     | 1     | Rapport |
| 3       | 20 februari  | 125 Mile Qualifying Races2  | Daytona International Speedway, Daytona Beach, Florida      | Buddy Baker       | Charlie Glotzbach | Dodge       | 2     | Rapport |
| 4       | 23 februari  | Daytona 500                 | Daytona International Speedway, Daytona Beach, Florida      | Cale Yarborough   | Pete Hamilton     | Plymouth    | 9     | Rapport |
| 5       | 1 mars       | Richmond 500                | Richmond Fairgrounds Raceway, Richmond, Virginia            | Richard Petty     | James Hylton      | Ford        | 3     | Rapport |
| 6       | 8 mars       | Carolina 500                | North Carolina Motor Speedway, Rockingham, North Carolina   | Bobby Allison     | Richard Petty     | Plymouth    | 8     | Rapport |
| 7       | 15 mars      | Savannah 200                | Savannah Speedway, Savannah, Georgia                        | Richard Petty     | Richard Petty     | Plymouth    | 1     | Rapport |
| 8       | 29 mars      | Atlanta 500                 | Atlanta International Raceway, Atlanta, Georgia             | Cale Yarborough   | Bobby Allison     | Dodge       | 9     | Rapport |
| 9       | 8 april      | Southeastern 500            | Bristol International Speedway, Bristol, Tennessee          | David Pearson     | Donnie Allison    | Ford        | 2     | Rapport |
| 10      | 12 april     | Alabama 500                 | Alabama International Motor Speedway, Talladega, Alabama    | Bobby Isaac       | Pete Hamilton     | Plymouth    | 6     | Rapport |
| 11      | 18 april     | Gwyn Staley 400             | North Wilkesboro Speedway, North Wilkesboro North Carolina  | Bobby Isaac       | Richard Petty     | Plymouth    | 16    | Rapport |
| 12      | 30 april     | Columbia 200                | Columbia Speedway, Cayce, South Carolina                    | Larry Baumel      | Richard Petty     | Plymouth    | 7     | Rapport |
| 13      | 9 maj        | Rebel 400                   | Darlington Raceway, Darlington, South Carolina              | Charlie Glotzbach | David Pearson     | Ford        | 3     | Rapport |
| 14      | 15 maj       | Beltsville 300              | Beltsville Speedway, Beltsville, Maryland                   | James Hylton      | Bobby Isaac       | Dodge       | 3     | Rapport |
| 15      | 18 maj       | Tidewater 300               | Langley Speedway, Hampton, Virginia                         | Bobby Isaac       | Bobby Isaac       | Dodge       | 1     | Rapport |
| 16      | 24 maj       | World 600                   | Charlotte Motor Speedway, Charlotte, North Carolina         | Bobby Isaac       | Donnie Allison    | Ford        | 9     | Rapport |
| 17      | 28 maj       | Maryville 200               | Smoky Mountain Raceway, Maryville, Tennessee                | Bobby Allison     | Bobby Isaac       | Dodge       | 2     | Rapport |
| 18      | 31 maj       | Virginia 500                | Martinsville Speedway, Ridgeway, Virginia                   | LeeRoy Yarbrough  | Bobby Isaac       | Dodge       | 2     | Rapport |
| 19      | 7 juni       | Motor State 400             | Michigan International Speedway, Brooklyn, Michigan         | Pete Hamilton     | Cale Yarborough   | Mercury     | 4     | Rapport |
| 20      | 14 juni      | Falstaff 400                | Riverside International Raceway, Moreno Valley, Kalifornien | Bobby Allison     | Richard Petty     | Plymouth    | 2     | Rapport |
| 21      | 20 juni      | Hickory 276                 | Hickory Motor Speedway, Hickory, North Carolina             | Bobby Isaac       | Bobby Isaac       | Dodge       | 1     | Rapport |
| 22      | 26 juni      | Kingsport 100               | Kingsport Speedway, Kingsport, Tennessee                    | Richard Petty     | Richard Petty     | Plymouth    | 1     | Rapport |
| 23      | 27 juni      | Greenville 200              | Greenville-Pickens Speedway, Easley, South Carolina         | Bobby Isaac       | Bobby Isaac       | Dodge       | 1     | Rapport |
| 24      | 4 juli       | Firecracker 400             | Daytona International Speedway, Daytona Beach, Florida      | Cale Yarborough   | Donnie Allison    | Ford        | 15    | Rapport |
| 25      | 7 juli       | Albany-Saratoga 250         | Albany-Saratoga Speedway, Malta, New York                   | Bobby Isaac       | Richard Petty     | Plymouth    | 2     | Rapport |
| 26      | 9 juli       | Thompson 200                | Thompson Speedway, Thompson, Connecticut                    | Bobby Isaac       | Bobby Isaac       | Dodge       | 1     | Rapport |
| 27      | 12 juli      | Schaefer 300                | Trenton Speedway, Trenton, New Jersey                       | Bobby Isaac       | Richard Petty     | Plymouth    | 4     | Rapport |
| 28      | 19 juli      | Volunteer 500               | Bristol International Speedway, Bristol, Tennessee          | Cale Yarborough   | Bobby Allison     | Dodge       | 10    | Rapport |
| 29      | 24 juli      | East Tennessee 200          | Smoky Mountain Raceway, Maryville, Tennessee                | Richard Petty     | Richard Petty     | Plymouth    | 1     | Rapport |
| 30      | 25 juli      | Nashville 420               | Nashville Speedway, Nashville, Tennessee                    | LeeRoy Yarbrough  | Bobby Isaac       | Dodge       | 2     | Rapport |
| 31      | 2 augusti    | Dixie 500                   | Atlanta International Raceway, Atlanta, Georgia             | Fred Lorenzen     | Richard Petty     | Plymouth    | 6     | Rapport |
| 32      | 6 augusti    | Sandlapper 200              | Columbia Speedway, Cayce, South Carolina                    | Richard Petty     | Bobby Isaac       | Dodge       | 7     | Rapport |
| 33      | 11 augusti   | West Virginia 500           | International Raceway Park, Ona, West Virginia              | Bobby Allison     | Richard Petty     | Plymouth    | 3     | Rapport |
| 34      | 16 augusti   | Yankee 400                  | Michigan International Speedway, Brooklyn, Michigan         | Charlie Glotzbach | Charlie Glotzbach | Dodge       | 1     | Rapport |
| 35      | 23 augusti   | Talladega 500               | Alabama International Motor Speedway, Talladega, Alabama    | Bobby Isaac       | Pete Hamilton     | Plymouth    | 4     | Rapport |
| 36      | 28 augusti   | Myers Brothers 250          | Bowman Gray Stadium, Winston-Salem, North Carolina          | Richard Petty     | Richard Petty     | Plymouth    | 1     | Rapport |
| 37      | 29 augusti   | Halifax County 100          | South Boston Speedway, South Boston, Virginia               | Richard Petty     | Richard Petty     | Plymouth    | 12    | Rapport |
| 38      | 7 september  | Southern 500                | Darlington Raceway, Darlington, South Carolina              | David Pearson     | Buddy Baker       | Dodge       | 2     | Rapport |
| 39      | 11 september | Buddy Shuman 276            | Hickory Motor Speedway, Hickory, North Carolina             | Bobby Isaac       | Bobby Isaac       | Dodge       | 1     | Rapport |
| 40      | 13 september | Capital City 500            | Richmond Fairgrounds Raceway, Richmond, Virginia            | Richard Petty     | Richard Petty     | Plymouth    | 1     | Rapport |
| 41      | 20 september | Mason-Dixon 300             | Dover Downs International Speedway, Dover, Delaware         | Bobby Isaac       | Richard Petty     | Plymouth    | 2     | Rapport |
| 42      | 30 september | Home State 200              | North Carolina State Fairgrounds, Raleigh, North Carolina   | John Sears        | Richard Petty     | Plymouth    | 6     | Rapport |
| 43      | 4 oktober    | Wilkes 400                  | North Wilkesboro Speedway, North Wilkesboro North Carolina  | Bobby Isaac       | Bobby Isaac       | Dodge       | 1     | Rapport |
| 44      | 11 oktober   | National 500                | Charlotte Motor Speedway, Charlotte, North Carolina         | Charlie Glotzbach | LeeRoy Yarbrough  | Mercury     | 5     | Rapport |
| 45      | 18 oktober   | Old Dominion 500            | Martinsville Speedway, Ridgeway, Virginia                   | Bobby Allison     | Richard Petty     | Plymouth    | 4     | Rapport |
| 46      | 8 november   | Georgia 500                 | Middle Georgia Raceway, Macon, Georgia                      | Richard Petty     | Richard Petty     | Plymouth    | 1     | Rapport |
| 47      | 15 november  | American 500                | North Carolina Motor Speedway, Rockingham, North Carolina   | Charlie Glotzbach | Cale Yarborough   | Mercury     | 2     | Rapport |
| 48      | 22 november  | Tidewater 300               | Langley Speedway, Hampton, Virginia                         | Benny Parsons     | Bobby Allison     | Dodge       | 4     | Rapport |
| Källor: |              |                             |                                                             |                   |                   |             |       |         |

## Slutställning
| Plats   | Förare        | Starter | Vinster | Top 5 | Top 10 | Pole | Varv  | Prispengar | Poäng | +\-    |
| ------- | ------------- | ------- | ------- | ----- | ------ | ---- | ----- | ---------- | ----- | ------ |
| 1       | Bobby Isaac   | 47      | 11      | 32    | 38     | 13   | 3 188 | $199 600   | 3 911 |        |
| 2       | Bobby Allison | 46      | 3       | 30    | 35     | 5    | 1 246 | $149 745   | 3 860 | –51    |
| 3       | James Hylton  | 46      | 3       | 30    | 35     | 1    | 199   | $78 201    | 3 788 | –123   |
| 4       | Richard Petty | 46      | 18      | 27    | 31     | 9    | 5 007 | $151 124   | 3 447 | –464   |
| 5       | Neil Castles  | 47      | 0       | 12    | 24     | 0    | 31    | $49 746    | 3 158 | –753   |
| 6       | Elmo Langley  | 47      | 0       | 1     | 19     | 0    | 0     | $45 193    | 3 154 | –757   |
| 7       | Jabe Thomas   | 46      | 0       | 0     | 23     | 0    | 0     | $42 958    | 3 120 | –791   |
| 8       | Benny Parsons | 45      | 0       | 12    | 23     | 1    | 164   | $59 402    | 2 993 | –918   |
| 9       | Dave Marcis   | 47      | 0       | 7     | 15     | 0    | 14    | $41 111    | 2 820 | –1 091 |
| 10      | Frank Warren  | 46      | 0       | 0     | 2      | 0    | 71    | $35 161    | 2 697 | –1 214 |
| 11      | Cecil Gordon  | 44      | 0       | 2     | 11     | 0    | 0     | $32 713    | 2 514 | –1 397 |
| 12      | John Sears    | 40      | 0       | 4     | 7      | 1    | 10    | $32 675    | 2 465 | –1 446 |
| 13      | Dick Brooks   | 34      | 0       | 15    | 18     | 0    | 194   | $53 754    | 2 460 | –1 451 |
| 14      | Wendell Scott | 41      | 0       | 0     | 9      | 0    | 0     | $28 518    | 2 425 | –1 486 |
| 15      | Bill Champion | 38      | 0       | 0     | 6      | 0    | 0     | $30 943    | 2 350 | –1 561 |
| Källor: |               |         |         |       |        |      |       |            |       |        |

- Notering: Endast de femton främsta förarna redovisas.